# Banca Transilvania
Банк Трансильвания (рум. Banca Transilvania) — банковское учреждение со штаб-квартирой в городе Клуж-Напока, Румыния. Банк был основан в 1993 году в городе Клуж-Напока, с уставным капиталом в 2 млрд. лей, из которых 79 % активов являются румынскими, а 21 % — зарубежными. В 2014 году Банк Трансильвания отпраздновал 20-летие с момента начала своей деятельности, открыв филиал в городе Клуже.
В настоящее время БТ стоит на третьем месте среди банков в Румынии по активам, с долей рынка более 8 %. Его деятельность организована в четырёх основных бизнес-направлениях: корпоративный банкинг, ИММ[что?], розничный бизнес и медицина. Банк имеет около 1,76 млн клиентов, в нём работают более 6000 сотрудников. С июня 2013 года, новым генеральным директором банка Трансильвания является Эмер Тетик (Tetik). В возрасте 40 лет он стал одним из самых молодых банкиров в Румынии.
Банк является первым банком Румынии, открывшим свой филиал в Риме.

## Характеристики банка
- Банк Трансильвания был признан «надежным брендом 2014»[6]
- Банк занимает третье место среди крупнейших банков страны;[7]
- Банк является финансовым институтом, который не пострадал во время финансового кризиса 2014 года.[8]
- Европейский банк реконструкции и развития (ЕБРР) является крупнейшим акционером БТ (15 % акционерного капитала);[2]
- С 1997 года банк Трансильвания является первым банком в Румынии, чьи ценные бумаги котируются на Бухарестской фондовой бирже;[2]
- Хория Цорцила (Ciorcila) — основатель БТ и Председатель совета администрации банка, входит в число крупнейших инвесторов румынской фондовой биржи[9]
- БТ стоит на первом месте среди самых дорогих компаний, контролируемых румынскими инвесторами;[10]

### Чистая прибыль
- 2013: 83.44 млн евро[11]
- 2012: 71.98 млн евро[12]
- 2011: 51.34 млн евро
- 2010: 24.43 млн евро[13]
- 2009: 14.6 млн евро
- 2008: 108.2 млн евро[14]
- 2007: 102 млн евро[15]

### Активы
- 2013: 7.13 млрд евро[11]
- 2012: 6643.31 млн евро[12]
- 2011: 5799.94 млн евро[16]
- 2010: 4839.88 млн евро[13]
- 2009: 4,6 млрд евро
- 2008: 4,2 млрд евро[17]
- 2007: 3,8 млрд евро[15]
- 2006: 1,2 миллиарда евро[18]

В декабре 2009 года Банк Кипра приобрел 9,7 % ЗАО акций банка сделками, совершенными на фондовой бирже Бухареста на общую сумму 58 миллионов евро.